# Adam Hamilton (Politiker)

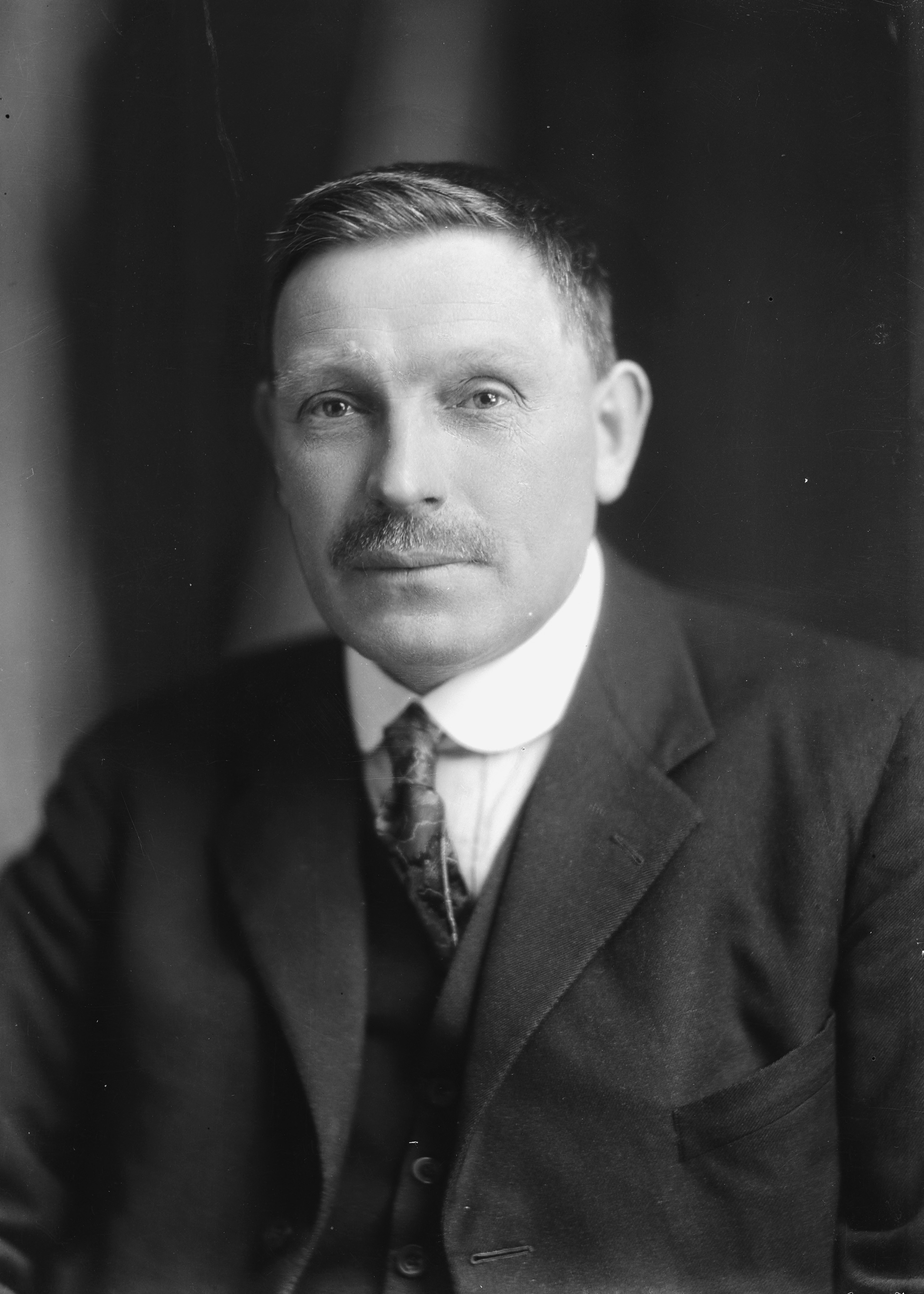
Adam Hamilton (1926)

Adam Hamilton (* 20. August 1880 in Forest Hill, Southland, Neuseeland; † 29. April 1952 in Invercargill, Southland) war ein Politiker der New Zealand National Party und ihr erster Parteiführer.

## Leben
Adam Hamilton wurde am 20. August 1880 als Sohn der schottischen Einwanderer John Hamilton und seiner Ehefrau Mary McIlwrick in Forest Hill im Süden der Südinsel von Neuseeland geboren. Er besuchte die Schulen in Forest Hill und Lochiel, arbeitete als Kind auf der Farm seiner Eltern und schrieb sich im Alter von 25 Jahren an der Technischen Schule in Dunedin ein und besuchte auch möglicherweise einige Kurse an der University of Otago. Von 1909 bis 1912 studierte er in Dunedin am Knox College der Presbyterian Church of Aotearoa New Zealand, entschied sich aber zum Abschluss seines Studiums nicht in den kirchlichen Dienst einzutreten.
1914 gründete er zusammen mit seinem Bruder John Ronald Hamilton eine Getreidehandelsfirma in Winton. Während des Ersten Weltkriegs brauchte er wegen einer Struma-Erkrankung nicht zum Militärdienst, arbeitete stattdessen aber für die Young Men’s Christian Association (YMCA) und tat seinen Dienst für die Genesung von Soldaten.

## Politik
Hamilton trat zusammen mit seinem Bruder John in die Reform Party und kandidierten im Jahr 1919 erfolgreich für einen Sitz im neuseeländischen Parlament. Sie verkauften ihre Firma an die Southland Farmers' Co-operative Association, in der Hamilton 1936 Vorsitzender der Direktoren wurde. In der General Election des Jahres 1922 verloren beide ihre Parlamentssitze. Während seinem Bruder 1925 die Wiederwahl verwehrt blieb, konnte Hamilton seinen Wahlkreis Wallace in dem Jahr zurückgewinnen.
Bis zu seinem Eintritt in die Regierung von George Forbes im Jahr 1931 hielt Hamilton noch verschiedenen Posten in der Wirtschaft. So war er von 1922 bis 1925 Mitglied des Southland Electric Power Board, von 1922 bis 1931 der Repräsentant des New Zealand Meat Producers Board, von 1928 bis 1931 der Vorsitzende der Farmers' Co-operative Wholesale Federation und über 29 Jahre Treuhänder der Invercargill Savings Bank. Bis auf den Posten bei der Bank, gab er seine Funktionen mit seinem Eintritt in die Regierungskoalition von der United Party mit der Reform Party alle auf.
In der Regierung übernahm er die Posten des Minister of Internal Affairs (Innenminister), des Postmaster General (Postminister) und des Minister of Telegraphs (für Telekommunikation). Auch hatte er den seinerzeit schwierigen und unpopulären Job des Minister of Labour (Arbeitsminister) von 1931 bis 1935 inne. Als die Regierung im Dezember 1935 durch die New Zealand Labour Party abgelöst wurde, gründe sich im Mai des Folgejahrs die New Zealand National Party, der Hamilton beitrat. Am 31. Oktober 1936 wurde er schließlich zum Oppositionsführer und Parteiführer der neu gegründeten Partei gewählt.
Während des Zweiten Weltkriegs bildete der Premierminister Peter Fraser (Labour Party) ein sogenanntes War Cabinet, das aus vier Mitglieder der Labour Party und zwei Mitgliedern der National Party bestand und Hamilton am 16. Juli 1940 als Minister für Kriegsausgaben Teil des Kabinetts wurde.
Innerparteiliche Spannungen und die Position von seinem Konkurrenten Sidney Holland, der die Position vertrat, dass jemand, der mit der Konkurrenz in der Regierung Aufgaben wahrnimmt, nicht gleichzeitig Parteivorsitzender sein kann, setzte sich durch und führte am 25. November 1940 zu Hamiltons Abwahl als Parteivorsitzender. Hamilton blieb aber weiter im War Cabinet. Als Japan 1942 in den Krieg eintrat und das War Cabinet erweitert wurde, bekam auch sein innerparteilicher Konkurrent Sidney Holland einen Sitz in der Runde. Der Bergarbeiterstreik in der Nähe von Huntly entzweite die beiden Führer der Parteien schließlich und die Mitglieder der National Party stiegen aus Protest aus dem War Cabinet aus. Hamilton und Gordon Coates kritisierten die Haltung ihrer Partei öffentlich, verließen ihre Fraktion und schlossen sich dem War Cabinet wieder an, Hamilton bis 1945.
Hamilton kandidierte zu den Parlamentswahlen des Jahres 1946 nicht mehr und verstarb am 19. April 1952 in Invercargill. Er wurde auf dem East Winton Cemetery beerdigt und hinterließ ein Vermögen von über 9.000 Pfund Sterling, dass er dem Knox College in Dunedin vererbte.

## Familie
Am 26. März 1913 heiratete Hamilton Mary Ann McDonald in Hokonui.